# Lúcio Soares Teixeira de Gouveia
Lúcio Soares Teixeira de Gouveia (Mariana, 9 de maio de 1792 — 21 de novembro de 1838) foi um magistrado e político brasileiro.
Estudou no Seminário de Mariana - MG. 
Deputado às Cortes Constituintes de Portugal, 1821-1822, Deputado à Assembleia Constituinte do Brasil – 1823, pela província de Minas Gerais.
Foi ministro da Justiça e senador do Império do Brasil, de 1837 a 1838.